# La Ménitré
 La Ménitré  es una población y comuna francesa, en la región de Países del Loira, departamento de Maine y Loira, en el distrito de Angers y cantón de Beaufort-en-Vallée.

## Demografía
| 1243 | 1179 | 1503 | 1708 | 1780 | 1899 |
| Para los censos de 1962 a 1999 la población legal corresponde a la población sin duplicidades (Fuente: INSEE [Consultar]) |      |      |      |      |      |